# Уильямс, Хелен
Хе́лен Уи́льямс (англ. Helen Williams, урожд. Хе́лен Райт, англ. Helen Wright; род. 6 марта 1973, Странраер, Дамфрис-энд-Галловей) — австралийская, до 1998 шотландская кёрлингистка.
В составе женской сборной Австралии участник шести Тихоокеанско-азиатских чемпионатов (лучший результат — бронзовые медали в 2001). Восьмикратная чемпионка Австралии среди женщин. В составе смешанной сборной Австралии участник двух чемпионатов мира (лучший результат — двадцать второе место в 2016). Двукратная чемпионка Австралии среди смешанных команд.
В «классическом» кёрлинге (команда из четырёх человек одного пола) играет в основном на позиции четвёртого. Скип команды.

## Достижения
- Тихоокеанско-азиатский чемпионат по кёрлингу: бронза (2001).
- Чемпионат Австралии по кёрлингу среди женщин: золото (2001, 2002, 2003, 2004, 2005, 2017, 2024, 2025), серебро (2023), бронза (2022).
- Чемпионат Австралии по кёрлингу среди смешанных команд: золото (2016, 2017), серебро (2018, 2019, 2022, 2023, 2024).

## Команды
| Сезон                                          | Четвёртый            | Третий           | Второй             | Первый                        | Запасной                                                                     | Турниры                          |
| ---------------------------------------------- | -------------------- | ---------------- | ------------------ | ----------------------------- | ---------------------------------------------------------------------------- | -------------------------------- |
| 2001—02                                        | Хелен Райт           | Линн Хьюитт      | Лин Гринвуд        | Ellen Weir                    | Сэнди Ганьон                                                                 | ЧАЖ 2001 · ТАЧ 2001              |
| 2002—03                                        | Хелен Райт           | Линн Хьюитт      | Лин Гринвуд        | Ellen Weir                    | Сэнди Ганьон                                                                 | ЧАЖ 2002 · ТАЧ 2002 (4 место)    |
| 2003—04                                        | Хелен Райт           | Сэнди Ганьон     | Лин Гринвуд        | Janet Cobden                  | Jenn Gagnon тренер: Джеральд Чик                                             | ЧАЖ 2003 · ТАЧ 2003 (4 место)    |
| 2004—05                                        | Хелен Райт           | Линн Хьюитт      | Сэнди Ганьон       | Janet Cobden                  | тренер: Гейл Манро (ТАЧ)                                                     | ЧАЖ 2004 · ТАЧ 2004 (5 место)    |
| 2005—06                                        | Хелен Райт           | Ким Фордж        | Сэнди Ганьон       | Линетт Гилл                   | Cherie Curtis                                                                | ЧАЖ 2005 · ТАЧ 2005 (6 место)    |
| 2017—18                                        | Хелен Уильямс        | Ким Фордж        | Ashleigh Street    | Michelle Fredericks Armstrong | Энн Пауэлл (ТАЧ) тренер: Robert Armstrong                                    | ЧАЖ 2017 · ТАЧ 2017 (6 место)    |
| 2022—23                                        | Хелен Уильямс        | Karen Titheridge | Kim Irvine         | Michelle Fredericks-Armstrong | Adrienne Kennedy                                                             | ЧАЖ 2022                         |
| 2023—24                                        | Хелен Уильямс        | Ким Фордж        | Энн Пауэлл         | Beata Bowes                   | Fiona Foley                                                                  | ЧАЖ 2023                         |
| 2023—24                                        | Дженнифер Уэстхейген | Sara Westman     | Kristen Tsourlenes | Carlee Millikin               | Хелен Уильямс тренеры: Пит Манасантивонгс, Barry Westman                     | ПКЧ 2023 (8 место)               |
| 2024—25                                        | Хелен Уильямс        | Sara Westman     | Karen Titheridge   | Kristin Tsourlenes            | Michelle Fredericks-Armstrong тренеры (ПКЧ): Dustin Armstrong, Barry Westman | ЧАЖ 2024 · ПКЧ 2024 (9 место)    |
| 2024—25                                        | Хелен Уильямс        | Kim Irvine       | Adrienne Kennedy   | Carolyn Swan                  | тренер: Barry Westman                                                        | ЧМВ 2025 (15 место)              |
| 2025—26                                        | Хелен Уильямс        | Sara Westman     | Karen Titheridge   | Kristin Tsourlenes            | Michelle Fredericks-Armstrong                                                | ЧАЖ 2024                         |
| Кёрлинг среди смешанных команд (mixed curling) |                      |                  |                    |                               |                                                                              |                                  |
| 2016—17                                        | Хью Милликин         | Ким Фордж        | Стив Джонс         | Хелен Уильямс                 |                                                                              | ЧАСК 2016 · ЧМСК 2016 (22 место) |
| 2017—18                                        | Хью Милликин         | Ким Фордж        | Christopher Ordog  | Хелен Уильямс                 | James Ordog (ЧМСК)                                                           | ЧАСК 2017 · ЧМСК 2017 (26 место) |
| 2018—19                                        | Хью Милликин         | Ким Фордж        | Стив Джонс         | Хелен Уильямс                 |                                                                              | ЧАСК 2018                        |
| 2019—20                                        | Dustin Armstrong     | Хелен Уильямс    | James Boyd         | Michelle Fredericks Armstrong |                                                                              | ЧАСК 2019                        |
| 2022—23                                        | Dustin Armstrong     | Хелен Уильямс    | James Boyd         | Michelle Fredericks Armstrong |                                                                              | ЧАСК 2022                        |
| 2023—24                                        | Dustin Armstrong     | Хелен Уильямс    | James Boyd         | Karen Titheridge              |                                                                              | ЧАСК 2023                        |
| 2024—25                                        | Dustin Armstrong     | Хелен Уильямс    | James Boyd         | Michelle Fredericks-Armstrong |                                                                              | ЧАСК 2024                        |

(скипы выделены полужирным шрифтом)

## Частная жизнь
Родилась и выросла в Шотландии, в фермерской семье; многие в семье играли в кёрлинг, и Хелен начала заниматься кёрлингом с детства. Выступая в юниорских турнирах, она, в частности, была серебряным призёром чемпионата Шотландии среди юниоров. Затем в 1990-е играла несколько лет в команде будущей чемпионки зимних Олимпийских игр 2002 года Роны Мартин. В 1997, когда Хелен была участницей группы кандидатов в сборные Шотландии и Великобритании к зимним Олимпийским играм, она на тренировке получила тяжелую травму и около года не могла заниматься кёрлингом; она поехала в Австралию, в город Перт, и через некоторое время решила не возвращаться оттуда в Шотландию.